# Dekanat Olsztyn IV – Jaroty
Dekanat Olsztyn IV – Jaroty – jeden z 33 dekanatów w rzymskokatolickiej archidiecezji warmińskiej.

## Parafie
W skład dekanatu wchodzi 7 parafii:
- parafia św. Jana Ewangelisty i Opatrzności Bożej – Bartąg
- parafia św. Łukasza Ewangelisty – Bartążek
- parafia św. Jakuba Apostoła – Butryny
- parafia bł. Stefana Wyszyńskiego – Olsztyn-Pieczewo
- parafia Bogarodzicy Dziewicy Matki Kościoła – Olsztyn-Zakole
- parafia św. Mateusza – Olsztyn
- parafia Matki Boskiej Fatimskiej – Olsztyn

## Sąsiednie dekanaty
Olsztyn I – Śródmieście, Olsztyn III – Gutkowo, Olsztyn V – Kormoran, Olsztynek, Pasym